# João Pinto
João Vieira Pinto (Porto, 19 agosto 1971) è un ex calciatore portoghese.

## Biografia
Suo fratello Sérgio era anch'egli un calciatore.

## Carriera

### Club

#### Gli inizi: tra Boavista e Madrid
Inizia la carriera nel Bairro do Falcão per poi passare alle Águias da Areosa. Viene notato dagli osservatori del Boavista, che lo acquistano in cambio di palloni e attrezzature sportive. Il giovane João Pinto impressionava per velocità e tecnica, caratteristiche che di lì a poco gli avrebbero permesso di vincere da protagonista e per ben due volte il Mondiale Under-20 con la nazionale portoghese a Riad (1989) e a Lisbona (1991). Le prestazioni a Riyad gli valgono il trasferimento all'Atletico Madrid (1990). Dopo alcune partite passa alla squadra delle riserve (Atlético Madrileño). Dopo un'annata da dimenticare torna in patria, al Boavista e subito riesce a vincere la Coppa del Portogallo. Le ottime prestazioni a Porto gli valgono un nuovo cambio di squadra, questa volta al Benfica.
Nel periodo al Benfica João Pinto vede la carriera minacciata da uno pneumotorace causato da uno scontro di gioco in una partita della fase di qualificazione a Stati Uniti 1994, contro la Scozia. Pur essendo riuscito a recuperare dal grave infortunio non riesce a dare il titolo di campione nazionale al Benfica. Si rifà l'anno successivo, vincendo il campionato e giocando quella che è forse la più bella partita della sua carriera contro lo Sporting Lisbona: nel derby lisboeta mette a segno una tripletta nello stadio dei rivali (il José Alvalade) nel rocambolesco 6-3 finale.
A Lisbona viene soprannominato il Menino de Ouro (Bambino d'oro) ed eredita la fascia di capitano della squadra da António Veloso dopo il ritiro di quest'ultimo nel 1995, ma non riuscirà più a vincere il titolo nazionale. Poche settimane prima dell'Campionato europeo di calcio del 2000, a causa di dissapori con il presidente del Benfica João Vale e Azevedo, rescinde il contratto con la squadra, divenendo l'unico giocatore senza squadra a partecipare all'europeo. In questa occasione la nazionale lusitana raggiunge le semifinali del torneo.

#### Sporting
Nonostante le tante proposte dall'estero dopo l'Europeo, João Pinto preferisce rimanere in patria e firma per lo Sporting Lisbona. Dopo il primo campionato, al secondo anno lo Sporting acquista la Scarpa d'oro Mário Jardel e la squadra vince il campionato con 9 reti messe a segno da João Pinto.

#### Le aggressioni
Oltre che per le doti tecniche João Pinto è famoso anche per alcuni comportamenti fuori dalle righe che gli hanno valso cartellini rossi e squalifiche a lungo termine. Sono celebri gli scontri con il giocatore del Porto e collega in nazionale Paulinho Santos. I risultati di queste vere e proprie battaglie con il giocatore del Porto sono vari infortuni più o meno gravi, tra cui la frattura del setto nasale e della mandibola.
Il momento più basso della carriera è tuttavia l'aggressione all'arbitro argentino Ángel Sánchez, dopo che questi lo aveva espulso nella gara contro la Corea del Sud al mondiali di Corea del Sud-Giappone 2002, in conseguenza della quale viene sospeso dall'attività sportiva per 6 mesi.

#### Il ritorno al Boavista
João Pinto non riesce più a guadagnarsi la nazionale e nel 2004 rescinde consensualmente il contratto che lo lega allo Sporting rientrando al Boavista dopo esser stato vicino ai sauditi dell'Al-Hilal.
A mano a mano che le sue gesta sparivano dalle cronache dei giornali sportivi, aumentavano le apparizioni nei giornali scandalistici riguardo al paventato divorzio e a una presunta love-story con l'attrice e modella Marisa Cruz. João Pinto ha due figli dalla moglie Carla Pinto e un terzo dalla modella Marisa Cruz.

#### Braga e il ritiro
Dopo una sola stagione al Boavista, nella quale la squadra sfiora l'impresa di centrare la qualificazione alla coppa UEFA e João Pinto riesce a mettere a segno 9 reti e a fregiarsi del titolo di miglior giocatore della partita in varie occasioni, viene acquistato dallo Sporting Braga, che gli propone un contratto annuale.
La stagione al Braga è positiva e la dirigenza gli propone un prolungamento di contratto. il 22 febbraio 2008 viene annunciata la risoluzione consensuale. Secondo voci João Pinto avrebbe dovuto emigrare nuovamente e per l'ultima volta, in Canada, al Toronto FC, che gioca nella lega americana la MLS.
Il 22 luglio 2008 ha annunciato il ritiro dall'attività. Chiude così la carriera il primo giocatore di quella che venne definita la generazione d'oro portoghese, quella di Figo, Rui Costa e - appunto - João Pinto. La sensazione è che il Menino de Ouro non abbia mai espresso appieno le sue qualità e che sia solo passato accanto a una carriera che avrebbe potuto consacrarlo nell'Olimpo dei grandi del calcio di tutti i tempi.

### Nazionale

João Pinto (a destra) in azione in nazionale nel 1993, all'inseguimento dell'italiano Donadoni.

Ha vestito per 81 volte la maglia della nazionale portoghese, con cui ha esordito il 12 ottobre 1991 nella partita amichevole pareggiata per 1-1 contro il Lussemburgo, segnando 23 reti tra il 1991 e il 2002. Nel mentre ha partecipato a due europei (1996, in cui ha realizzato un gol nel successo per 3-0 ai gironi contro la Croazia, e 2000, in cui ha segnato un gol nella sfida vinta per 3-2 ai gironi contro l'Inghilterra) e un mondiale (2002).

## Statistiche

### Cronologia presenze e reti in nazionale
| Cronologia completa delle presenze e delle reti in nazionale ― Portogallo | Cronologia completa delle presenze e delle reti in nazionale ― Portogallo | Cronologia completa delle presenze e delle reti in nazionale ― Portogallo | Cronologia completa delle presenze e delle reti in nazionale ― Portogallo | Cronologia completa delle presenze e delle reti in nazionale ― Portogallo | Cronologia completa delle presenze e delle reti in nazionale ― Portogallo | Cronologia completa delle presenze e delle reti in nazionale ― Portogallo | Cronologia completa delle presenze e delle reti in nazionale ― Portogallo |
| Data                                                                      | Città                                                                     | In casa                                                                   | Risultato                                                                 | Ospiti                                                                    | Competizione                                                              | Reti                                                                      | Note                                                                      |
| ------------------------------------------------------------------------- | ------------------------------------------------------------------------- | ------------------------------------------------------------------------- | ------------------------------------------------------------------------- | ------------------------------------------------------------------------- | ------------------------------------------------------------------------- | ------------------------------------------------------------------------- | ------------------------------------------------------------------------- |
| 12-10-1991                                                                | Lussemburgo                                                               | Lussemburgo                                                               | 1 – 1                                                                     | Portogallo                                                                | Amichevole                                                                | -                                                                         | 57’                                                                       |
| 20-11-1991                                                                | Lisbona                                                                   | Portogallo                                                                | 1 – 0                                                                     | Grecia                                                                    | Qual. Euro 1992                                                           | 1                                                                         |                                                                           |
| 15-1-1992                                                                 | Torres Novas                                                              | Portogallo                                                                | 0 – 0                                                                     | Spagna                                                                    | Amichevole                                                                | -                                                                         |                                                                           |
| 12-2-1992                                                                 | Faro                                                                      | Portogallo                                                                | 2 – 0                                                                     | Paesi Bassi                                                               | Amichevole                                                                | -                                                                         | 60’                                                                       |
| 31-5-1992                                                                 | New Haven                                                                 | Italia                                                                    | 0 – 0                                                                     | Portogallo                                                                | U.S. Cup 1992                                                             | -                                                                         |                                                                           |
| 3-6-1992                                                                  | Chicago                                                                   | Stati Uniti                                                               | 0 – 1                                                                     | Portogallo                                                                | U.S. Cup 1992                                                             | -                                                                         | 46’                                                                       |
| 7-6-1992                                                                  | Foxborough                                                                | Portogallo                                                                | 0 – 2                                                                     | Irlanda                                                                   | U.S. Cup 1992                                                             | -                                                                         | 46’                                                                       |
| 2-9-1992                                                                  | Linz                                                                      | Austria                                                                   | 1 – 1                                                                     | Portogallo                                                                | Amichevole                                                                | -                                                                         | 83’                                                                       |
| 24-1-1993                                                                 | Ta' Qali                                                                  | Malta                                                                     | 0 – 1                                                                     | Portogallo                                                                | Qual. Mondiali 1994                                                       | -                                                                         | 51’                                                                       |
| 19-6-1993                                                                 | Porto                                                                     | Portogallo                                                                | 4 – 0                                                                     | Malta                                                                     | Qual. Mondiali 1994                                                       | 1                                                                         |                                                                           |
| 5-9-1993                                                                  | Tallinn                                                                   | Estonia                                                                   | 0 – 2                                                                     | Portogallo                                                                | Qual. Mondiali 1994                                                       | -                                                                         |                                                                           |
| 13-10-1993                                                                | Porto                                                                     | Portogallo                                                                | 1 – 0                                                                     | Svizzera                                                                  | Qual. Mondiali 1994                                                       | 1                                                                         |                                                                           |
| 10-11-1993                                                                | Lisbona                                                                   | Portogallo                                                                | 3 – 0                                                                     | Estonia                                                                   | Qual. Mondiali 1994                                                       | -                                                                         |                                                                           |
| 17-11-1993                                                                | Milano                                                                    | Italia                                                                    | 1 – 0                                                                     | Portogallo                                                                | Qual. Mondiali 1994                                                       | -                                                                         |                                                                           |
| 19-1-1994                                                                 | Vigo                                                                      | Spagna                                                                    | 2 – 2                                                                     | Portogallo                                                                | Amichevole                                                                | -                                                                         | 56’                                                                       |
| 9-10-1994                                                                 | Riga                                                                      | Lettonia                                                                  | 1 – 3                                                                     | Portogallo                                                                | Qual. Euro 1996                                                           | 2                                                                         |                                                                           |
| 13-11-1994                                                                | Lisbona                                                                   | Portogallo                                                                | 1 – 0                                                                     | Austria                                                                   | Qual. Euro 1996                                                           | -                                                                         | 79’                                                                       |
| 18-12-1994                                                                | Lisbona                                                                   | Portogallo                                                                | 8 – 0                                                                     | Liechtenstein                                                             | Qual. Euro 1996                                                           | 1                                                                         | 70’                                                                       |
| 26-4-1995                                                                 | Dublino                                                                   | Irlanda                                                                   | 1 – 0                                                                     | Portogallo                                                                | Qual. Euro 1996                                                           | -                                                                         |                                                                           |
| 11-10-1995                                                                | Vienna                                                                    | Austria                                                                   | 1 – 1                                                                     | Portogallo                                                                | Qual. Euro 1996                                                           | -                                                                         | 46’                                                                       |
| 15-11-1995                                                                | Lisbona                                                                   | Portogallo                                                                | 3 – 0                                                                     | Irlanda                                                                   | Qual. Euro 1996                                                           | -                                                                         | 71’                                                                       |
| 12-12-1995                                                                | Londra                                                                    | Inghilterra                                                               | 1 – 1                                                                     | Portogallo                                                                | Qual. Euro 1996                                                           | -                                                                         | 60’                                                                       |
| 27-3-1996                                                                 | Lisbona                                                                   | Portogallo                                                                | 1 – 0                                                                     | Grecia                                                                    | Amichevole                                                                | -                                                                         |                                                                           |
| 29-5-1996                                                                 | Dublino                                                                   | Irlanda                                                                   | 0 – 1                                                                     | Portogallo                                                                | Amichevole                                                                | -                                                                         |                                                                           |
| 9-6-1996                                                                  | Sheffield                                                                 | Danimarca                                                                 | 1 – 1                                                                     | Portogallo                                                                | Euro 1996 - 1º turno                                                      | -                                                                         | 73’                                                                       |
| 14-6-1996                                                                 | Nottingham                                                                | Portogallo                                                                | 1 – 0                                                                     | Turchia                                                                   | Euro 1996 - 1º turno                                                      | -                                                                         | 77’                                                                       |
| 19-6-1996                                                                 | Nottingham                                                                | Croazia                                                                   | 0 – 3                                                                     | Portogallo                                                                | Euro 1996 - 1º turno                                                      | 1                                                                         |                                                                           |
| 23-6-1996                                                                 | Birmingham                                                                | Rep. Ceca                                                                 | 1 – 0                                                                     | Portogallo                                                                | Euro 1996 - Quarti di finale                                              | -                                                                         | 90’                                                                       |
| 31-8-1996                                                                 | Erevan                                                                    | Armenia                                                                   | 0 – 0                                                                     | Portogallo                                                                | Qual. Mondiali 1998                                                       | -                                                                         |                                                                           |
| 5-10-1996                                                                 | Kiev                                                                      | Ucraina                                                                   | 2 – 1                                                                     | Portogallo                                                                | Qual. Mondiali 1998                                                       | 1                                                                         |                                                                           |
| 9-10-1996                                                                 | Tirana                                                                    | Albania                                                                   | 0 – 3                                                                     | Portogallo                                                                | Qual. Mondiali 1998                                                       | -                                                                         | 24’                                                                       |
| 9-11-1996                                                                 | Porto                                                                     | Portogallo                                                                | 1 – 0                                                                     | Ucraina                                                                   | Qual. Mondiali 1998                                                       | -                                                                         |                                                                           |
| 14-12-1996                                                                | Lisbona                                                                   | Portogallo                                                                | 0 – 0                                                                     | Germania                                                                  | Qual. Mondiali 1998                                                       | -                                                                         |                                                                           |
| 22-1-1997                                                                 | Braga                                                                     | Portogallo                                                                | 0 – 2                                                                     | Francia                                                                   | Amichevole                                                                | -                                                                         |                                                                           |
| 19-2-1997                                                                 | Atene                                                                     | Grecia                                                                    | 0 – 0                                                                     | Portogallo                                                                | Amichevole                                                                | -                                                                         |                                                                           |
| 29-3-1997                                                                 | Belfast                                                                   | Irlanda del Nord                                                          | 0 – 0                                                                     | Portogallo                                                                | Qual. Mondiali 1998                                                       | -                                                                         |                                                                           |
| 7-6-1997                                                                  | Porto                                                                     | Portogallo                                                                | 2 – 0                                                                     | Albania                                                                   | Qual. Mondiali 1998                                                       | 1                                                                         | 88’                                                                       |
| 20-8-1997                                                                 | Setúbal                                                                   | Portogallo                                                                | 3 – 1                                                                     | Armenia                                                                   | Qual. Mondiali 1998                                                       | -                                                                         | 67’                                                                       |
| 6-9-1997                                                                  | Berlino                                                                   | Germania                                                                  | 1 – 1                                                                     | Portogallo                                                                | Qual. Mondiali 1998                                                       | -                                                                         | 76’                                                                       |
| 11-10-1997                                                                | Lisbona                                                                   | Portogallo                                                                | 1 – 0                                                                     | Irlanda del Nord                                                          | Qual. Mondiali 1998                                                       | -                                                                         |                                                                           |
| 22-4-1998                                                                 | Londra                                                                    | Inghilterra                                                               | 3 – 0                                                                     | Portogallo                                                                | Amichevole                                                                | -                                                                         | 68’                                                                       |
| 19-8-1998                                                                 | Ponta Delgada                                                             | Portogallo                                                                | 2 – 1                                                                     | Mozambico                                                                 | Amichevole                                                                | -                                                                         | 46’                                                                       |
| 6-9-1998                                                                  | Budapest                                                                  | Ungheria                                                                  | 1 – 3                                                                     | Portogallo                                                                | Qual. Euro 2000                                                           | -                                                                         |                                                                           |
| 10-10-1998                                                                | Porto                                                                     | Portogallo                                                                | 0 – 1                                                                     | Romania                                                                   | Qual. Euro 2000                                                           | -                                                                         | 77’                                                                       |
| 14-10-1998                                                                | Bratislava                                                                | Slovacchia                                                                | 0 – 3                                                                     | Portogallo                                                                | Qual. Euro 2000                                                           | 2                                                                         | 46’                                                                       |
| 10-2-1999                                                                 | Parigi                                                                    | Paesi Bassi                                                               | 0 – 0                                                                     | Portogallo                                                                | Amichevole                                                                | -                                                                         | 66’                                                                       |
| 26-3-1999                                                                 | Guimarães                                                                 | Portogallo                                                                | 7 – 0                                                                     | Azerbaigian                                                               | Qual. Euro 2000                                                           | 2                                                                         |                                                                           |
| 31-3-1999                                                                 | Vaduz                                                                     | Liechtenstein                                                             | 0 – 5                                                                     | Portogallo                                                                | Qual. Euro 2000                                                           | -                                                                         | 75’                                                                       |
| 5-6-1999                                                                  | Lisbona                                                                   | Portogallo                                                                | 1 – 0                                                                     | Slovacchia                                                                | Qual. Euro 2000                                                           | -                                                                         | 60’                                                                       |
| 9-6-1999                                                                  | Coimbra                                                                   | Portogallo                                                                | 8 – 0                                                                     | Liechtenstein                                                             | Qual. Euro 2000                                                           | 3                                                                         |                                                                           |
| 18-8-1999                                                                 | Lisbona                                                                   | Portogallo                                                                | 4 – 0                                                                     | Andorra                                                                   | Amichevole                                                                | 1                                                                         | 54’                                                                       |
| 4-9-1999                                                                  | Baku                                                                      | Azerbaigian                                                               | 1 – 1                                                                     | Portogallo                                                                | Qual. Euro 2000                                                           | -                                                                         |                                                                           |
| 8-9-1999                                                                  | Bucarest                                                                  | Romania                                                                   | 1 – 1                                                                     | Portogallo                                                                | Qual. Euro 2000                                                           | -                                                                         | 4’ 81’                                                                    |
| 9-10-1999                                                                 | Lisbona                                                                   | Portogallo                                                                | 3 – 0                                                                     | Ungheria                                                                  | Qual. Euro 2000                                                           | 1                                                                         | 89’                                                                       |
| 23-2-2000                                                                 | Charleroi                                                                 | Belgio                                                                    | 1 – 1                                                                     | Portogallo                                                                | Amichevole                                                                | -                                                                         | 56’                                                                       |
| 29-3-2000                                                                 | Leiria                                                                    | Portogallo                                                                | 2 – 1                                                                     | Danimarca                                                                 | Amichevole                                                                | -                                                                         | 63’                                                                       |
| 26-4-2000                                                                 | Reggio Calabria                                                           | Italia                                                                    | 2 – 0                                                                     | Portogallo                                                                | Amichevole                                                                | -                                                                         | 70’                                                                       |
| 2-6-2000                                                                  | Chaves                                                                    | Portogallo                                                                | 3 – 0                                                                     | Galles                                                                    | Amichevole                                                                | -                                                                         | 80’                                                                       |
| 12-6-2000                                                                 | Eindhoven                                                                 | Portogallo                                                                | 3 – 2                                                                     | Inghilterra                                                               | Euro 2000 - 1º turno                                                      | 1                                                                         | 76’                                                                       |
| 17-6-2000                                                                 | Arnhem                                                                    | Romania                                                                   | 0 – 1                                                                     | Portogallo                                                                | Euro 2000 - 1º turno                                                      | -                                                                         | 56’                                                                       |
| 24-6-2000                                                                 | Amsterdam                                                                 | Turchia                                                                   | 0 – 2                                                                     | Portogallo                                                                | Euro 2000 - Quarti di finale                                              | -                                                                         | 29’                                                                       |
| 28-6-2000                                                                 | Bruxelles                                                                 | Francia                                                                   | 2 – 1 gg                                                                  | Portogallo                                                                | Euro 2000 - Semifinale                                                    | -                                                                         | 78’ 107’                                                                  |
| 16-8-2000                                                                 | Viseu                                                                     | Portogallo                                                                | 5 – 1                                                                     | Lituania                                                                  | Amichevole                                                                | 1                                                                         | 46’                                                                       |
| 3-9-2000                                                                  | Tallinn                                                                   | Estonia                                                                   | 1 – 3                                                                     | Portogallo                                                                | Qual. Mondiali 2002                                                       | -                                                                         | 73’                                                                       |
| 7-10-2000                                                                 | Lisbona                                                                   | Portogallo                                                                | 1 – 1                                                                     | Irlanda                                                                   | Qual. Mondiali 2002                                                       | -                                                                         | 77’                                                                       |
| 15-11-2000                                                                | Braga                                                                     | Portogallo                                                                | 2 – 1                                                                     | Israele                                                                   | Amichevole                                                                | -                                                                         | 32’                                                                       |
| 28-2-2001                                                                 | Funchal                                                                   | Portogallo                                                                | 3 – 0                                                                     | Andorra                                                                   | Qual. Mondiali 2002                                                       | -                                                                         | 63’                                                                       |
| 2-6-2001                                                                  | Dublino                                                                   | Irlanda                                                                   | 1 – 1                                                                     | Portogallo                                                                | Qual. Mondiali 2002                                                       | -                                                                         | 68’                                                                       |
| 6-6-2001                                                                  | Lisbona                                                                   | Portogallo                                                                | 6 – 0                                                                     | Cipro                                                                     | Qual. Mondiali 2002                                                       | 2                                                                         | cap.                                                                      |
| 15-8-2001                                                                 | Faro                                                                      | Portogallo                                                                | 3 – 0                                                                     | Moldavia                                                                  | Amichevole                                                                | -                                                                         | 70’                                                                       |
| 1-9-2001                                                                  | Lleida                                                                    | Andorra                                                                   | 1 – 7                                                                     | Portogallo                                                                | Qual. Mondiali 2002                                                       | -                                                                         |                                                                           |
| 5-9-2001                                                                  | Larnaca                                                                   | Cipro                                                                     | 1 – 3                                                                     | Portogallo                                                                | Qual. Mondiali 2002                                                       | -                                                                         | 34’                                                                       |
| 6-10-2001                                                                 | Lisbona                                                                   | Portogallo                                                                | 5 – 0                                                                     | Estonia                                                                   | Qual. Mondiali 2002                                                       | 1                                                                         | 46’                                                                       |
| 14-11-2001                                                                | Lisbona                                                                   | Portogallo                                                                | 5 – 1                                                                     | Angola                                                                    | Amichevole                                                                | -                                                                         | 46’                                                                       |
| 13-2-2002                                                                 | Barcellona                                                                | Spagna                                                                    | 1 – 1                                                                     | Portogallo                                                                | Amichevole                                                                | -                                                                         | 46’                                                                       |
| 27-3-2002                                                                 | Porto                                                                     | Portogallo                                                                | 1 – 4                                                                     | Finlandia                                                                 | Amichevole                                                                | -                                                                         | 46’                                                                       |
| 17-4-2002                                                                 | Lisbona                                                                   | Portogallo                                                                | 1 – 1                                                                     | Brasile                                                                   | Amichevole                                                                | -                                                                         | 61’                                                                       |
| 25-5-2002                                                                 | Macao                                                                     | Cina                                                                      | 0 – 2                                                                     | Portogallo                                                                | Amichevole                                                                | -                                                                         | 46’                                                                       |
| 5-6-2002                                                                  | Suwon                                                                     | Stati Uniti                                                               | 3 – 2                                                                     | Portogallo                                                                | Mondiali 2002 - 1º turno                                                  | -                                                                         |                                                                           |
| 10-6-2002                                                                 | Jeonju                                                                    | Portogallo                                                                | 4 – 0                                                                     | Polonia                                                                   | Mondiali 2002 - 1º turno                                                  | -                                                                         | 60’                                                                       |
| 14-6-2002                                                                 | Incheon                                                                   | Corea del Sud                                                             | 1 – 0                                                                     | Portogallo                                                                | Mondiali 2002 - 1º turno                                                  | -                                                                         | 27’                                                                       |
| Totale                                                                    |                                                                           | Presenze                                                                  | 81                                                                        |                                                                           | Reti (10º posto)                                                          | 23                                                                        |                                                                           |

## Palmarès

### Club
- Coppa del Portogallo: 4

Boavista: 1991-1992
Benfica: 1992-1993, 1995-1996
Sporting Lisbona: 2001-2002
- Campionato portoghese: 2

Benfica: 1993-1994
Sporting Lisbona: 2001-2002
- Supercoppa di Portogallo: 1

Sporting Lisbona: 2002

### Nazionale
- Campionato mondiale Under-20: 2

Arabia Saudita 1989, Portogallo 1991

### Individuale
- Calciatore portoghese dell'anno: 3

1992, 1993, 1994
- Miglior marcatore dell'Europeo Under-21: 1

1994 (3 reti)
- Capocannoniere della Coppa di Portogallo: 1

1996-1997 (6 reti)